# 8803 Kolyer
8803 Kolyer este un asteroid din centura principală de asteroizi.

## Descriere
8803 Kolyer este un asteroid din centura principală de asteroizi. A fost descoperit pe 2 martie 1981 la Siding Spring de Schelte J. Bus. Asteroidul prezintă o orbită caracterizată de o semiaxă mare de 3,16 ua, o excentricitate de 0,18 și o înclinație de 1,1° în raport cu ecliptica.